# Somatyper
Somatotyper är en teori som utformades av psykologen William Sheldon på 1940-talet. Enligt Sheldons teori är olika kroppstyper bundna till olika personlighetstyper och han gav kroppstyperna namn efter fosterutvecklingens tre vävnadslager: endodermet, mesodermet och ektodermet.

## Sheldons ursprungliga teori
Teorin kan kort sammanfattas som följer:
- Den mesomorfa kroppstypen är centrerad kring muskulaturen och cirkulationssystemet (hjärta och blodådror). En mesomorf människa är ofta muskulös. Den mesomorfa människan har ett somatotont temperament, och är modig, energisk, aktiv, dynamisk, självsäker, och tar gärna risker.[källa behövs]

- Den ektomorfa kroppstypen är centrerad kring nervsystemet och hjärnan (ektodermt). Den ektomorfa människan har ett cerebrotont temperament (cerebral är något som har med hjärnan att göra), och är konstnärlig, känslig, snabbtänkt och inåtvänd.[källa behövs]

- Den endomorfa kroppstypen är centrerad kring matspjälkningssystemet, särskilt tarmarna (endodermt). Den endomorfa människan har ett visceratont temperament (viscera är latin för tarm). Han har en tendens till övervikt, älskar bekvämlighet och lyx, och är utåtriktad.[källa behövs]

Om man jämför med den klassiska teorin om de fyra kroppsvätskorna förefaller sangvinikern motsvara den endomorfa typen, kolerikern den mesomofra, och den spinkiga melankolikern den ektomorfa.[källa behövs] Flegmatikern har ingen självskriven plats i Sheldons karaktäristik, fast beskrivningen av själva kroppstypen passar bra in på den endomorfe.[källa behövs]
Sheldon gav ut boken Atlas of Men där han delade in kroppar i kroppstyper på en sjugradig skala. Med hjälp av kroppstyperna menade han att man bland annat borde kunna förutsäga tendenser till kriminalitet.[källa behövs]

## Böcker
- J. E. Lindsay Carter, Barbara Honeyman Heath: Somatotyping Development and Applications, Cambridge Studies in Biological and Evolutionary Anthropology (No. 5).

## Artiklar
- Should female gymnasts lift weights? Individual responses in the degree of hypertrophy appear to be related to an individual's sex and somatotype .... (see page 2 in the article). (belägg för att somatotyp påverkar resultat inom styrketräning)